# Карбовський Дмитро Олексійович
Дмитро́ Олексі́йович Карбовський — солдат Збройних Сил України, учасник російсько-української війни, що загинув у ході російського вторгнення в Україну в 2022 році.

## Життєпис
Дмитро Карбовський народився 8 квітня 1998 року в селі Нові Боровичі Сновського району Чернігівської області. У 2015 році закінчив загальноосвітню школу I—III ступенів у рідному селі, після чого вступив на навчання до Чернігівського національного технологічного університету, який закінчив за спеціальністю «Автомобільний транспорт». У 2019 році вирішив добровільно вступити до лав Збройних Сил України. Військову службу проходив у військовій частині А2298 та брав безпосередню участь в ООС на Сході України. З початком повномасштабного російського вторгнення в Україну був мобілізований та перебував на передовій. Обіймав військову посаду снайпера 2-ї категорії, розвідника 2-го розвідувального відділення Загинув 20 березня 2022 року під час виконання бойового завдання поблизу села Селець Народицької селищної територіальної громади Коростенського району на Житомирщині. Дмитра Карбовського поховали 23 березня 2022 року на Смолянському кладовищі у Житомирі, оскільки його рідне село, на той час було під окупацією. 16 грудня 2022 року в житомирській міськраді батькові полеглого — Олексію Карбовському вручили орден «За мужність» III ступеня (посмертно). Перепоховали тіло загиблого Дмитра Карбовського 16 грудня 2022 року в селі Нові Боровичі на Чернігівщині.

## Родина
У загиблого залишився батько.

## Нагороди
- Орден «За мужність» III ступеня (2022, посмертно) — за особисту мужність і самовіддані дії, виявлені у захисті державного суверенітету та територіальної цілісності України, вірність військовій присязі[5].